# گونزالس (لوئیزیانا)

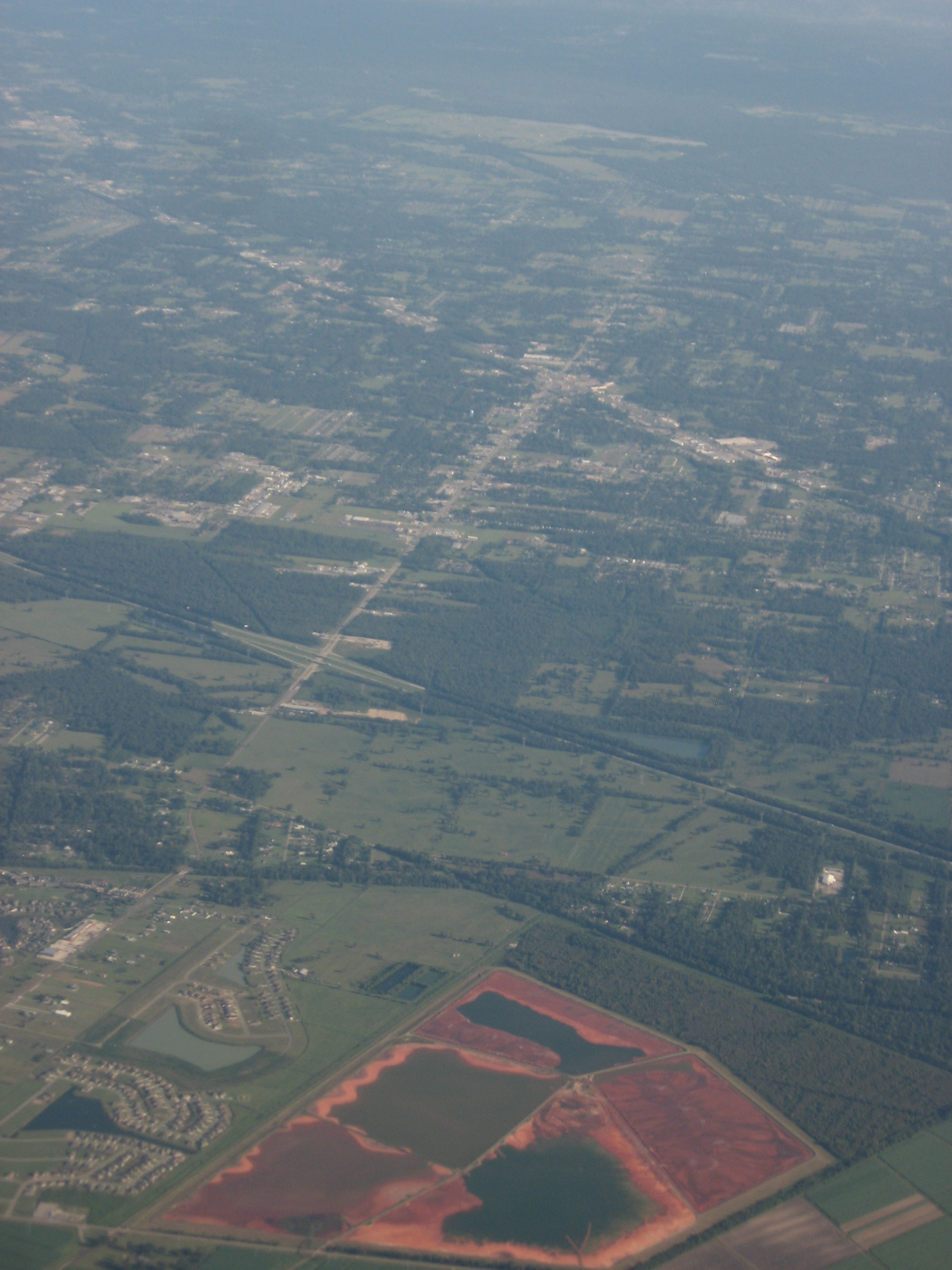
گونزالس (به انگلیسی: Gonzales) یک شهر در ایالات متحده آمریکا است که در ناحیه آسنسیون، لوئیزیانا واقع شده است.

گونزالس (به انگلیسی: Gonzales) شهری در ایالت لوئیزیانا کشور ایالات متحده آمریکا است که جمعیت آن در سرشماری سال ۲۰۱۰ میلادی، ۹٬۷۸۱ نفر بوده‌است.